# رئيس سوريا
رئيس سوريا (رسميًا رئيس الجمهورية العربية السورية)، هو الرئيس الحاكم في سوريا. يتمتع بصلاحيات واسعة النطاق يمكن تفويضها (وفقًا لتقديره الخاص) إلى نوابه. كما يعين ويقيل رئيس الوزراء وأعضاء مجلس الوزراء الآخرين (مجلس الوزراء) والضباط العسكريين.
ظل المنصب شاغرًا منذ 8 ديسمبر 2024، عندما انتهى حكم الرئيس السابق بشار الأسد بعد نجاح هجمات المعارضة السورية في عام 2024.
في يوم 29 يناير 2025 عين أحمد الشرع رئيسا للجمهورية العربية السورية في الفترة الانتقالية.

## فترة الاستمرار في المنصب
حدد الدستور السوري المعتمد في العام 2012 (والذي تم إيقاف العمل به في 29 يناير 2025) مدة الولاية الرئاسية بسبع سنوات قابلة للتجديد مرة واحدة. ولكن تم استثناء رئيس الجمهورية لدى إقرار الدستور حيث نصت المادة الخامسة والخمسون بعد المئة على ما يلي: «تنتهي مدة ولاية رئيس الجمهورية الحالي بانقضاء سبع سنوات ميلادية من تاريخ أدائه القسم الدستوري رئيساً للجمهورية، وله حق الترشح مجدداً لمنصب رئيس الجمهورية وتسري عليه أحكام المادة / 88 / من هذا الدستور اعتباراً من الانتخابات الرئاسية القادمة.»

## الشروط المطلوبة للترشح للمنصب
بحسب المادة 84 من دستور الجمهورية العربية السورية؛ يشترط في المرشح إلى منصب رئيس الجمهورية ما يأتي:
- أن يكون متماً الأربعين عاماً من عمره.
- أن يكون متمتعاً بالجنسية العربية السورية بالولادة، من أبوين متمتعين بالجنسية العربية السورية بالولادة.
- أن يكون متمتعاً بحقوقه المدنية والسياسية، وغير محكوم بجرم شائن ولو رد إليه اعتباره.
- أن لا يكون متزوجاً من غير سورية.
- أن يكون مقيماً في الجمهورية العربية السورية لمدة لا تقل عن عشر سنوات إقامة دائمة متصلة عند تقديم طلب الترشيح.

## الصلاحيات
رئيس الجمهورية مسؤول دستوريا عن الآتي:
- القائد العام للجيش والقوات المسلحة
- تمثيل سورية في العلاقات الدولية
- وضع وتنفيذ السياسة الوطنية
- تعيين وإقالة رئيس مجلس الوزراء والوزراء
- إنشاء السياسة العامة للدولة والإشراف على تنفيذها
- الاعتراض على القوانين أو قبولها
- إعلان حالة الطوارئ
- إبرام المعاهدات الدولية
- منح العفو
- منح الأوسمة والميداليات
- حل مجلس الشعب
- إصدار القوانين عندما لا يكون المجلس التشريعي في حالة انعقاد أو في حالات الطوارئ
- طرح الأمور للاستفتاء الوطني الملزم
- صياغة القوانين

## العزل
يمكن عزل رئيس الجمهورية من منصبه في الحالات التالية:
- عند تقديم الاستقالة إلى مجلس الشعب
- في نهاية مدة ولايته التي تبلغ 7 سنوات إذا لم يتم ترشيحه لإعادة انتخابه، أو في نهاية مدة ولايته الثانية التي تبلغ 7 سنوات إذا أعيد انتخابه
- في حالة العجز الدائم أو الوفاة
- عند الإدانة بالخيانة العظمى من قبل المحكمة الدستورية بعد اقتراح من ثلث أعضاء المجلس وموافقة ثلثيهم

## الانتخابات الأخيرة
| المرشح                                  | المرشح                          | الحزب                           | الأصوات    | %      |
| --------------------------------------- | ------------------------------- | ------------------------------- | ---------- | ------ |
|                                         | بشار الأسد                      | حزب البعث العربي الاشتراكي      | 13٬540٬860 | 95.19  |
|                                         | محمود مرعي                      | الجبهة الديمقراطية السورية      | 470٬276    | 3.31   |
|                                         | عبد الله سلوم عبد الله          | حزب الوحدويين الاشتراكيين       | 213٬968    | 1.50   |
| المجموع                                 | المجموع                         | المجموع                         | 14٬225٬104 | 100.00 |
|                                         |                                 |                                 |            |        |
| الأصوات الصحيحة                         | الأصوات الصحيحة                 | الأصوات الصحيحة                 | 14٬225٬104 | 99.90  |
| الأصوات الباطلة والفارغة                | الأصوات الباطلة والفارغة        | الأصوات الباطلة والفارغة        | 14٬036     | 0.10   |
| مجموع الأصوات                           | مجموع الأصوات                   | مجموع الأصوات                   | 14٬239٬140 | 100.00 |
| الناخبين المسجلين ومعدل الإقبال         | الناخبين المسجلين ومعدل الإقبال | الناخبين المسجلين ومعدل الإقبال | 18٬107٬109 | 78.64  |
| المصدر: الوكالة العربية السورية للأنباء |                                 |                                 |            |        |